# Marian Majkut
Marian Tadeusz Majkut (ur. 15 lipca 1930 w Krakowie, zm. 1 sierpnia 2020 w Oświęcimiu) – polski malarz, grafik, twórca ekslibrisów.

## Życiorys
Mieszkał w Oświęcimiu, z wykształcenia był inżynierem górnictwa (ukończył AGH w Krakowie), obecnie na emeryturze. Tworzył od 1955 w różnych technikach: olej, pastele, akwarela, rysunek tuszem. Uprawiał grafikę, wykonując drzeworyty, linoryty, gipsoryty i monotypię oraz w technice druku wklęsłego: suchoryt, akwafortę i mezzotintę.
Tematyką prac artysta nawiązywał do: pejzażu, zabytków architektury, portretu, kwiatów, swoich inspiracji muzycznych. Tworzy i kolekcjonuje ekslibrysy. Jest autorem ilustracji tomików poetyckich: Nadsołańskie dzieje i Oświęcim – Miasto Pamięci, Pokoju, Spotkań, Dialogu i Pojednania; tę drugą ilustrował wspólnie ze Zdzisławem Połącarzem. Książka została nagrodzona w III Konkursie Literackim im. Tadeusza Makowskiego w 1995.
Brał udział w ponad 280 zbiorowych wystawach i 70 indywidualnych w kraju i zagranicą, swoje ekslibrysy i drobne formy graficzne wystawiał w 17 krajach m.in.: w Argentynie Chinach czy Meksyku.
W latach 1982–1990 założył i prowadził Grupę Plastyków "Faktura" w Libiążu. Razem ze Zdzisławem Połącarzem i Ryszardem Pocztowskim założył Galerię „Pryzmat”, działającą pod patronatem oświęcimskiego Klubu Technika SIiTPChem. W 1988 zdobył uprawnienia instruktora plastyki wydane przez Ministerstwo Kultury i Sztuki. W latach 1986–1991 pracował jako nauczyciel plastyki w szkole podstawowej. Od 1993 do 2006 był nauczycielem grafiki w Młodzieżowym Domu Kultury w Oświęcimiu. Od 1985 roku jest członkiem i animatorem Regionalnego Stowarzyszenia Twórców Kultury "Grupa Na Zamku" w Oświęcimiu.
Został uhonorowany ponad trzydziestoma nagrodami i wyróżnieniami, wśród nich Medalem Miasta Oświęcimia.